# Composto binario

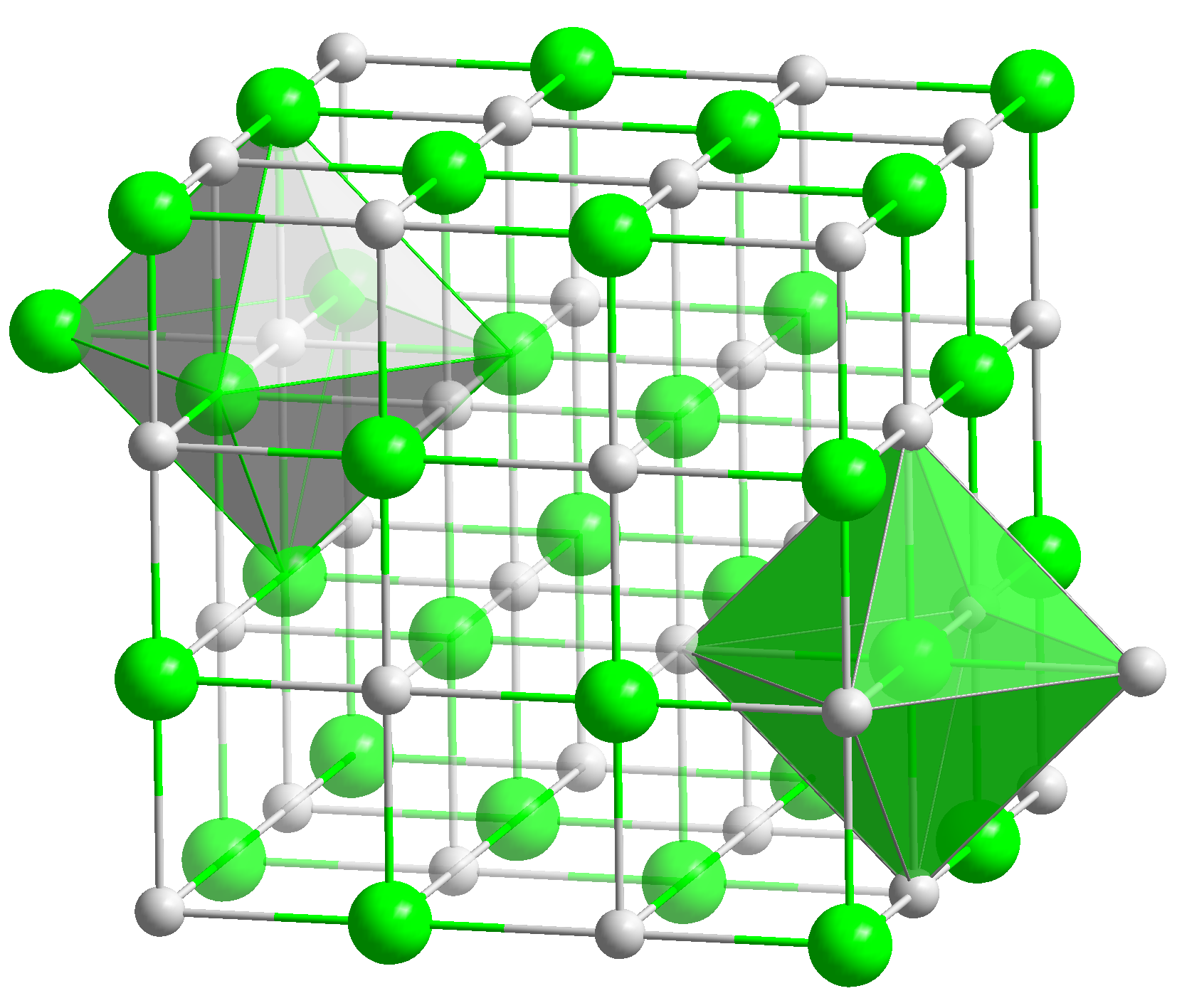
Il cloruro di sodio è una nota fase binaria. Presenta due elementi: Na e Cl.

In  chimica per composti binari si intendono quei composti che presentano soltanto due specie chimiche (non soltanto due atomi, ma due "tipi" di atomi, cioè da due elementi). 
Possono essere formati dall'unione di:
- Ossidi basici = metallo + ossigeno;
- Ossidi acidi o anidridi = ossigeno + non metallo;
- Idruri ionici o metallici = idrogeno + metallo (solo del I o II gruppo);
- Idruri covalenti o non metallici = idrogeno + non metallo (esclusi alogeni e zolfo);
- Idracidi = idrogeno + non metallo (solo alogeni e zolfo);
- Sali binari = metallo + non metallo;
- Ossidi di azoto e cianuri (il gruppo CN viene considerato come singola specie chimica);
- Idrocarburi = carbonio + idrogeno.